# Josef Schürgers
Josef Schürgers (né le 21 octobre 1922 à Camp et mort le 21 mai 2001 à Viersen) est un homme politique allemand et membre de l'Union chrétienne-démocrate d'Allemagne (CDU). Il a été maire de la ville de Viersen et membre du Landtag de Rhénanie-du-Nord-Westphalie.

## Biographie
Josef Schürgers commence un apprentissage commercial en 1936 chez Pongs & Zahn, la plus grande entreprise textile de Viersen à l'époque. En 1939, il termine l'examen de commis en tant que commis industriel. En 1940, pas encore 18 ans, il est enrôlé dans l'armée de l'air en tant qu'opérateur radio. Quatre ans plus tard, il est blessé à l'hôpital puis en captivité soviétique, d'où il est libéré en 1946. Il travaille d'abord comme chauffeur de camion avant de retourner chez Pongs & Zahn AG en 1948. En 1949, il réussit l'examen de spécialiste en comptabilité et finance. Il devient un représentant autorisé et un responsable des expéditions. À partir de 1955, il devient président adjoint du comité d'entreprise pour environ 4 000 salariés à Viersen et une succursale à Bochum. En 1961, la société Pongs & Zahn AG doit fermer en raison de la crise générale du textile. À partir de 1962, Schürgers est directeur général de la «Werk Beton», une usine de transport de béton de l'entreprise actuelle Beton Union West.
En 1964, il passe à Viersener Aktien-Baugesellschaft (VAB), une entreprise de construction de logements à but non lucratif. Schürgers y travaille pendant plus de 24 ans jusqu'à ce qu'il atteigne la limite d'âge professionnelle, initialement en tant que membre du conseil d'administration, à partir de 1965 en tant que président du conseil. Au cours de son mandat, le VAB construit environ 1000 nouveaux appartements, avec Schürgers faisant la transition d'une construction standard fonctionnelle à une architecture sophistiquée avec des caractéristiques humaines. Il pousse la construction de logements pour les classes larges, en tenant compte du grand nombre d'enfants, de personnes âgées et de personnes handicapées. Cela lui a également valu le surnom de «lion de construction qui a agi socialement». Les complexes résidentiels «Beginenhof» et «Klostermühle» à Viersen sont étroitement associés au nom de Josef Schürgers. Entre 1972 et 1989, il est président du conseil de surveillance de Stadtwerke Viersen. En tant que président du conseil du personnel, Schürgers travaille au bureau des impôts de la ville de Viersen. De 1958 à 1984, Josef Schürgers est membre de la caisse d'épargne et plus tard du conseil d'administration de la Stadtsparkasse Viersen.

## Carrière politique
Schürgers joue un rôle clé dans la politique locale pendant plusieurs décennies. En 1948, il rejoint la Junge Union et plus tard la CDU. De 1966 à 1985, il représente la CDU au Landtag de Rhénanie-du-Nord-Westphalie en tant que porte-parole du groupe parlementaire CDU au sein de la commission du logement et du développement urbain. De 1975 à 1994, Schürgers est membre du conseil de district, temporairement en tant que président du comité de promotion du bâtiment. Il est également membre du Comité sanitaire et social et du Comité d'organisation et du personnel. Il est également membre adjoint du comité d'arrondissement, du conseil de police d'arrondissement, du comité de révision des élections, du comité des sports et de l'assemblée de l'association de l'assemblée municipale d'élimination des déchets de Mönchengladbach/Arrondissement de Viersen. En juillet 1970, le groupe parlementaire CDU du parlement de l'État de Düsseldorf le nomme au comité de l'aménagement du territoire, du logement et du développement urbain.
Au milieu des années 1970, il joue un rôle décisif dans la préparation et la décision de réorganisation de la ville indépendante de Viersen avec l'arrondissement de Kempen-Krefeld. Il siège au conseil municipal de Viersen de 1956 à 1965 et de nouveau de 1974 à 1979. En 1960, il est élu maire de Viersen, dont il occupe le poste jusqu'en 1965. Au sein de la CDU, Josef Schürgers occupe plusieurs postes, par exemple il dirige le parti de l'arrondissement de 1964 à 1971 et l'association de la ville de 1971 à 1985. En 1981, Schürgers est nommé par le ministre responsable en tant que membre du conseil consultatif de l'Institut de recherche sur le développement national et urbain (ILS). 1988, il fonde le syndicat des seniors de l'association de l'arrondissement de Viersen. En tant que président et plus tard président d'honneur, il met pendant de nombreuses années des accents significatifs dans l'implication des seniors dans le travail de la CDU de district. «Il a été le moteur de la création d’autres associations de personnes âgées dans la ville et d’associations communautaires."

## Récompenses
- En 1969, le conseil municipal de Viersen décerne à Schürgers la plaque de la ville d'argent pour de nombreuses années de bénévolat "pour le bien de la ville de Viersen"[10].
- En 1974, son travail politique est honoré de la Croix fédérale du mérite sur ruban[11].
- En 1980, il reçoit la Croix fédérale du mérite, 1re classe[12].
- En 1985, il est nommé président d'honneur de la CDU de Viersen et du syndicat des seniors du district de Viersen[9].
- En 1987, la ville de Viersen lui a décerné le prix de la plaque d'or de la ville[13].
- En 1994, il a reçu la médaille Johann Christian Eberle pour son engagement particulier dans l'organisation des caisses d'épargne, la plus haute distinction dans le secteur des caisses d'épargne allemandes[14].
- En 2018, le comité de développement et d'urbanisme de la ville de Viersen a décidé à la majorité qu'une nouvelle rue dans le quartier de Rahser s'appellerait «Josef-Schürgers-Straße»[15]